# Urasoe
Urasoe (浦添市?, Urasoe-shi) è una città giapponese della prefettura di Okinawa e si trova nell'isola di Okinawa.